# Essingen (Kelet-Albi járás)
Essingen település Németországban, azon belül Baden-Württembergben. Lakosainak száma 6516 fő (2023. december 31.).

## Népesség
A település népessége az elmúlt években az alábbi módon változott:
| Lakosok száma | 4217 | 6372 | 6352 | 6442 | 6503 | 6516 |
|               | 1975 | 2017 | 2019 | 2021 | 2022 | 2023 |